# Caloptilia trissochroa
Caloptilia trissochroa là một loài bướm đêm thuộc họ Gracillariidae. Nó được tìm thấy ở Ấn Độ (Maharashtra).
Ấu trùng ăn Pepper-creeper.